# Theo Rörig
Theo Rörig (* 3. Juni 1940 in Ramsen; † 30. November 2022) war ein deutscher Bildhauer. Er lebte in Hettenleidelheim.

## Leben
Rörig besuchte von 1954 bis 1963 die Fachschule für Bildhauer in Kaiserslautern bei Kurt Schmitt, Otto Rumpf und Helmut Göring und machte 1963 die Meisterprüfung. Seit 1973 war er freischaffend tätig und Mitglied im Berufsverband Bildender Künstler (BBK). 1975 erhielt er den Pfalzpreis für Kunsthandwerk. Über seine Werke schrieb 2008 Gabriele Kriessler unter anderem: Mit der geheimnisvollen Gabe, Gedanken sichtbar zu machen, bringt Theo Rörig den Stein oder das Metall zum Sprechen. Archaisch wirken viele seiner Köpfe – und Köpfe sind das Leitthema des Künstlers.

## Werke (Auswahl)

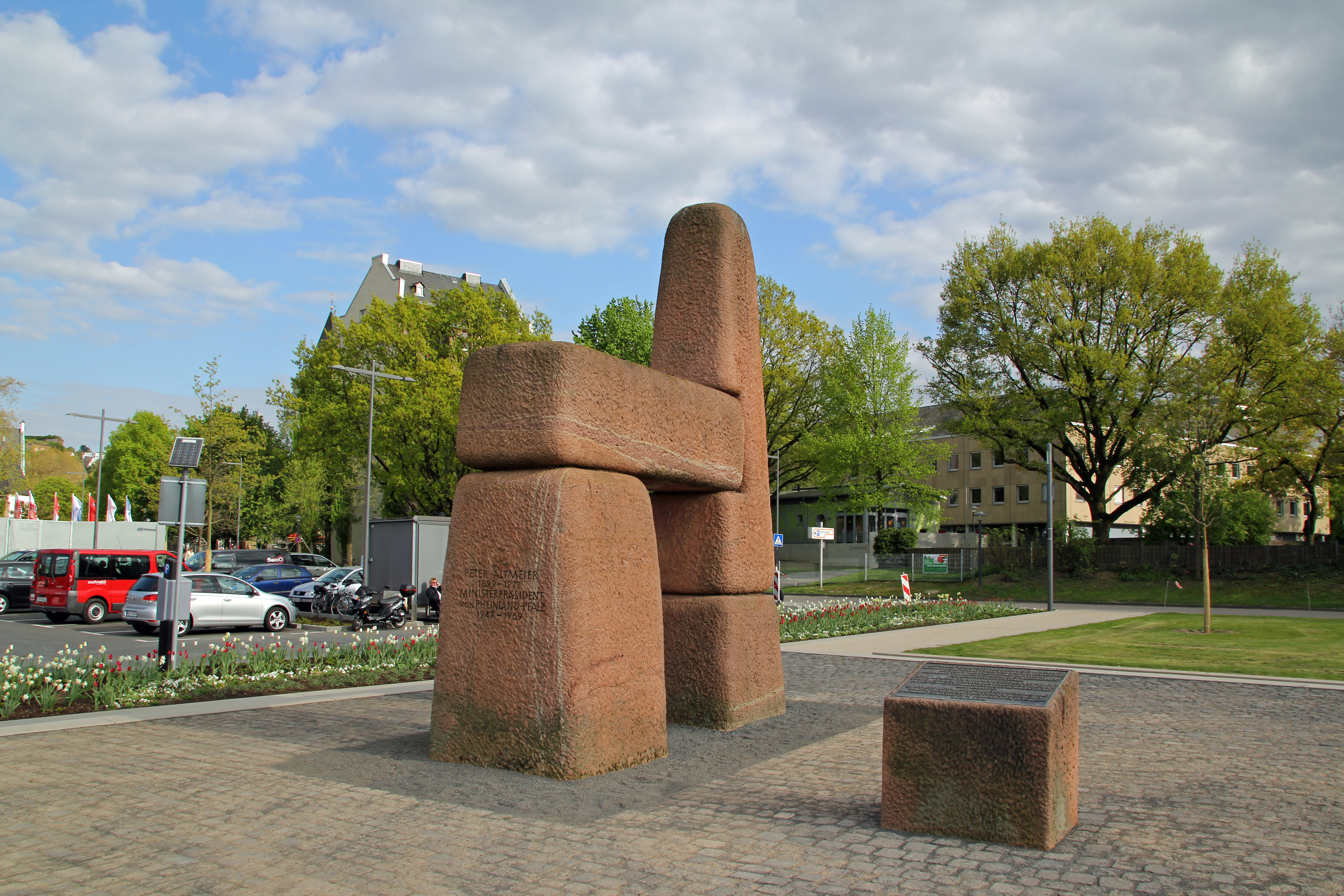
Peter-Altmeier-Denkmal, Koblenz (Foto: 2011)

- Altarraumgestaltungen in Hettenleidelheim, Maßweiler, Weisenheim am Berg, Bobenheim am Berg, Ramsen
- Gedenkstätten für die während der Naziherrschaft verfolgten und vertriebenen jüdischen Mitbürger in Hettenleidelheim und Ramsen[5]
- Gedenkstein für Heinrich und Margarete Schwalb (Stifter der Schwalbschen Stiftung für Hettenleidelheim)
- Polizeidiener, Göllheim
- Gänsehirte, Göllheim
- Nachtwächter, Göllheim
- Schneckenbrunnen, Pfalzhotel Asselheim
- Grabgestaltung für Werner Holz
- Färberbrunnen in Böhl-Iggelheim (Bild)
- „Händsching“ Brunnen, Böhl-Iggelheim
- Geißbockbrunnen, Lambrecht (Bild)
- Peter-Altmeier-Denkmal, Koblenz, (Umsetzung des Entwurfes von Horst Schwab in Sandstein)
- Wandgestaltungen in der Hauptschule Grünstadt und der Kreisverwaltung Bad Dürkheim
- Skulptur Begegnung (Bronze), Weisenheim am Sand (Bild)
- Skulptur Begegnung (Diabas), Hettenleidelheim, Park am Sonnenhof